# 포일초등학교
포일초등학교는 대한민국 경기도 의왕시에 있는 공립 초등학교이다.

## 연혁
- 2011년 11월 18일 개교(6학급, 남 26, 여 34, 계 60)
- 2011년 11월 18일 초대 기한승 교장 취임
- 2012년 2월 16일 제1회 졸업식(남 3, 여 2, 계 5)
- 2012년 3월 1일 12학급 편성(남 145, 여 149, 계 294), 병설유치원 2학급 개원(남 12, 여 20, 계 32)
- 2012년 3월 5일 병설유치원 2학급 편성
- 2013년 2월 15일 제2회 졸업식(남 24, 여 23, 계 47)
- 2013년 3월 1일 12학급 편성(남 156, 여 173, 계 329)
- 2014년 2월 18일 제3회 졸업식(남 27, 여 37, 계 64)
- 2014년 3월 1일 19학급 현성(남 215, 여 216, 계 431)
- 2015년 2월 13일 제4회 졸업식(남 30, 여 28, 계 58)
- 2015년 3월 1일 19학급 편성(남 43, 여 44, 계 87)